# Sporormia longipes
Sporormia longipes är en svampart som beskrevs av Massee & E.S. Salmon 1901. Sporormia longipes ingår i släktet Sporormia och familjen Sporormiaceae.   Inga underarter finns listade i Catalogue of Life.